# سركهكي (الريف الشرقي)
سركهكي (بالفارسية: سرکهکی) هي منطقة سكنية تقع في إيران في قسم الريف الشرقي الريفي. يقدر عدد سكانها بـ 834 نسمة بحسب إحصاء 2016.